# Sergio Goyri
Sergio Goyri, nato Sergio Matusalem Goyri Pérez (Puebla de Zaragoza, 14 novembre 1958), è un attore messicano, noto soprattutto come interprete di telenovelas.

## Filmografia parziale
- Mundos opuestos (1975)
- Extraños caminos del amor (1981)
- El maleficio (1983)
- Angélica (1985)
- El precio de la fama (1987)
- Días sin luna (1990)
- Vida robada (1991)
- El premio mayor (1995)
- Te sigo amando (1996)
- La casa en la playa (2000)
- Sin pecado concebido (2001)
- Niña amada mía (2003)
- Rubi (2004)
- Piel de otoño (2005)
- Duelo de pasiones (2006)
- Amor sin maquillaje (2007)
- Mi pecado (2009)
- Soy tu dueña (2010)
- Dos hogares (2011)
- Corazón indomable (2013)
- Que te perdone Dios (2015)
- Señora Acero 3: La Coyote (2016)